# Гандлєвський Сергій Маркович
Сергій Маркович Гандлєвський (* 21 грудня 1952, Москва, РРФСР) — російський поет, прозаїк, есеїст, перекладач. Лауреат літературних премій «Антибукер», Мала Букерівська та інших. Член журі літературних премій.

## Біографія
Народився в сім'ї інженерів. Закінчив філологічний факультет МГУ, російське відділення. Працював шкільним учителем, екскурсоводом, робітником сцени, нічним сторожем.
В 1970-і роки був одним із засновників та учасників поетичної групи «Московський час» (разом з Олексієм Цвєтковим, Олександром Сопровським, Бахитом Кенжеевим) і групи «задушевні бесіди» (спільно з Дмитром Приговим, Левом Рубінштейном, Тимуром Кибіровим та іншими).
До другої половини 1980-х публікувався в емігрантських виданнях, на батьківщині — з кінця 1980-х.
В 1991 був прийнятий в Союз російських письменників.
Літературний співробітник журналу «Іноземна література».

## Громадянська позиція
У 2001 році підписав лист на захист телеканалу НТВ. Брав участь в Марші незгодних.
У вересні 2014, під час розв'язаної Росією війни проти України, підписав заяву з вимогою «припинити агресивну авантюру: вивести з території України російські війська і припинити пропагандистську, матеріальну і військову підтримку сепаратистам на Південному Сході України».
У травні 2018 приєднався до заяви російських літераторів на захист українського режисера Олега Сенцова, незаконно засудженого у РФ.